# Reichenau an der Rax

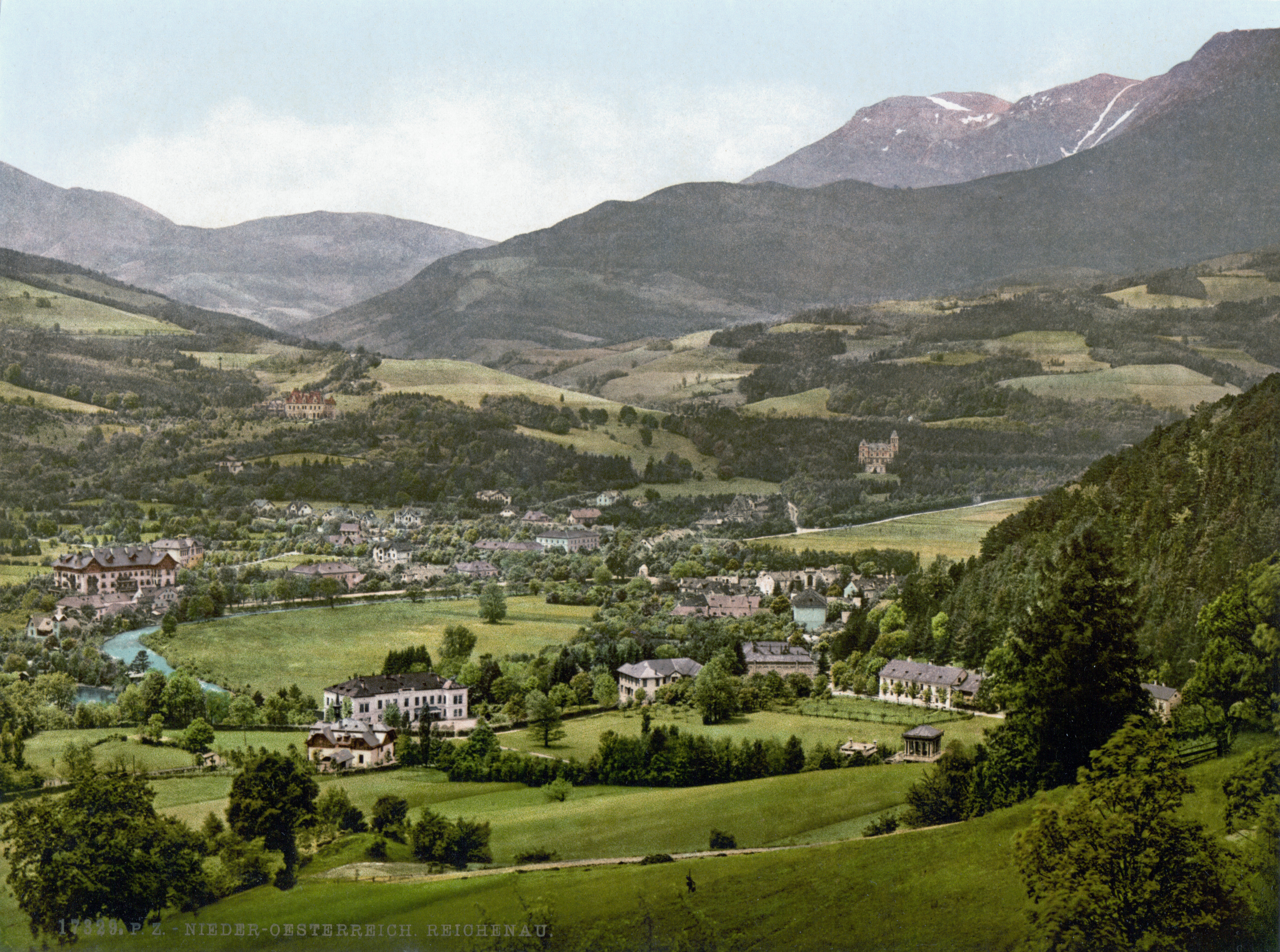
Reichenau um 1900

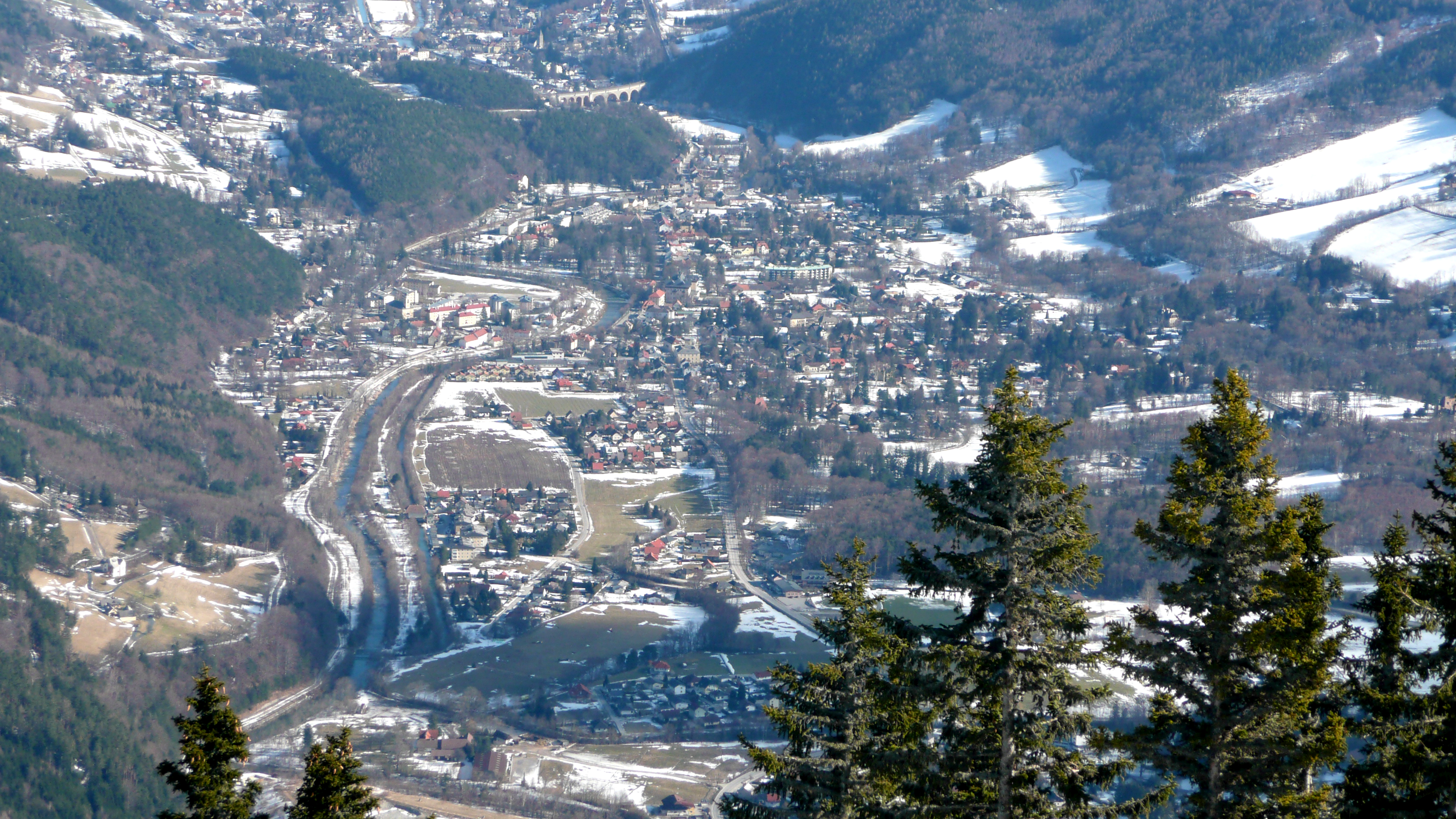
Blick auf die Ortsteile Hirschwang und Reichenau von der Raxalpe (2010)

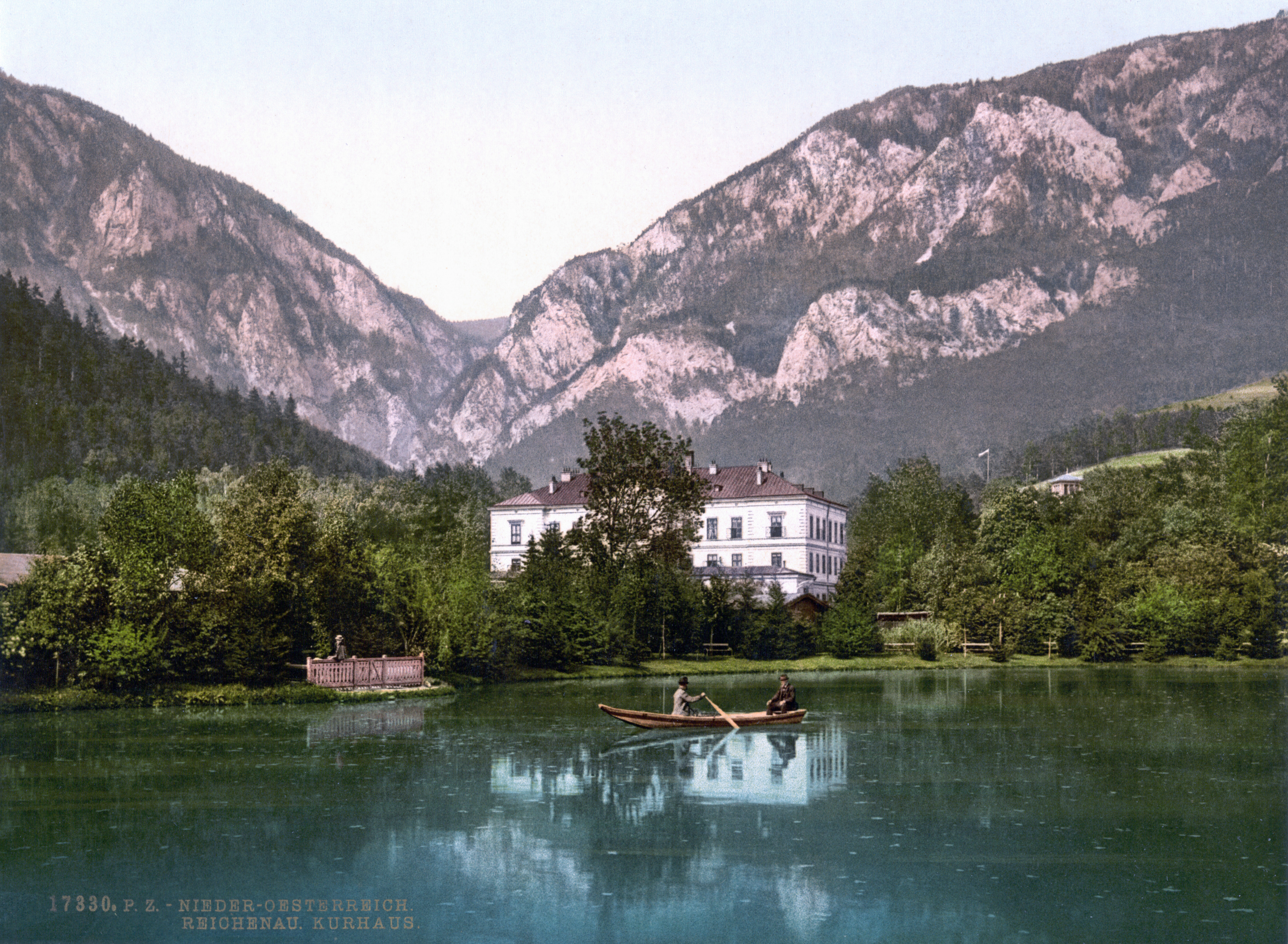
Kurhaus um 1900

Reichenau an der Rax ist eine an den Ausläufern der Wiener Alpen gelegene Marktgemeinde in Niederösterreich mit 2473 Einwohnern (Stand 1. Jänner 2025). Sie ist als heilklimatischer Kurort anerkannt.

## Geografie
Die Gemeinde mit ihren einzelnen Orten liegt am Fuß der Rax auf 484 bis 680 m Seehöhe. Die Flüsse durch das Gemeindegebiet sind die Schwarza, der Preinbach und der Grünstingbach.
Der Ort Reichenau liegt etwa zwei Kilometer abseits der Südbahn. Es gibt einen gemeinsamen Bahnhof mit Payerbach, von dem werktags halbstündlich Züge nach Wien verkehren (Fahrzeit etwa 70 min). Der Name der Station ist Payerbach-Reichenau.

### Gemeindegliederung
Das Gemeindegebiet umfasst 15 Ortschaften (in Klammern Einwohnerzahl Stand 1. Jänner 2025):
- Dörfl (107)
- Edlach an der Rax (313)
- Griesleiten (22)
- Großau (52)
- Grünsting (52)
- Hinterleiten (50)
- Hirschwang an der Rax (313)
- Kleinau (21)
- Mayerhöfen (9)
- Oberland (9)
- Prein an der Rax (149)
- Preinrotte (57)
- Reichenau an der Rax (1278)
- Sonnleiten (28)
- Thonberg (13)

Die Gemeinde besteht aus sechs Katastralgemeinden (Fläche Stand 31. Dezember 2023):
- Grünsting (823,27 ha)
- Hirschwang (339,46 ha)
- Hirschwanger Forst (2.413,56 ha)
- Klein- und Großau (3.591,39 ha)
- Prein (1.256,55 ha)
- Reichenau (531,33 ha)

### Nachbargemeinden
Zwei der sieben Nachbargemeinden liegen im steirischen Bezirk Bruck-Mürzzuschlag (BM).
| Schwarzau im Gebirge     |                                             | Puchberg am Schneeberg |
| Neuberg an der Mürz (BM) | Kompassrose, die auf Nachbargemeinden zeigt | Bürg-Vöstenhof         |
| Spital am Semmering (BM) | Breitenstein                                | Payerbach              |

### Die Rax
Die Rax ist ein Gebirgsmassiv mit Hochplateau, das zusammen mit dem Schneeberg den nordöstlichsten Ausläufer der Kalkalpen bildet. Der Berg ist 2007 m hoch, der höchste Punkt heißt Heukuppe. Gasthäuser bzw. Hütten auf der Rax sind Raxalpen-Berggasthof, Otto-Schutzhaus, Seehütte, Habsburghaus, Karl-Ludwig-Haus, Waxriegelhaus sowie die Edelweißhütte am Preiner Gscheid.
Von Hirschwang auf das Plateau führt die Raxseilbahn, die 2160 m lang ist und einen Höhenunterschied von 1017 m überwindet. Die 1925 errichtete Raxseilbahn ist die erste Personen-Seilschwebebahn in den heutigen Grenzen Österreichs.

### Klima
|                        | Jan  | Feb  | Mär  | Apr  | Mai  | Jun  | Jul  | Aug  | Sep  | Okt  | Nov  | Dez  |   |      |
| Mittl. Temperatur (°C) | −0,7 | 0,4  | 4,0  | 8,5  | 13,3 | 16,4 | 18,2 | 17,5 | 13,3 | 8,8  | 3,9  | 0,3  | ⌀ | 8,7  |
| Mittl. Tagesmax. (°C)  | 4,2  | 5,6  | 9,4  | 14,5 | 19,4 | 22,2 | 24,5 | 24,1 | 19,6 | 15,1 | 8,8  | 4,6  | ⌀ | 14,4 |
| Mittl. Tagesmin. (°C)  | −4,5 | −3,5 | −0,2 | 3,3  | 7,6  | 10,8 | 12,5 | 12,1 | 8,7  | 4,5  | 0,5  | −3,2 | ⌀ | 4,1  |
|                        |      |      |      |      |      |      |      |      |      |      |      |      |   |      |
| Niederschlag (mm)      | 49   | 49   | 74   | 60   | 108  | 120  | 120  | 122  | 97   | 67   | 69   | 63   | Σ | 998  |
|                        |      |      |      |      |      |      |      |      |      |      |      |      |   |      |
| Luftfeuchtigkeit (%)   | 62,8 | 58,1 | 55,0 | 50,6 | 54,5 | 56,1 | 53,8 | 54,9 | 58,0 | 59,8 | 65,5 | 67,4 | ⌀ | 58   |

| −4,5 |

| −3,5 |

| −0,2 |

| 3,3 |

| 7,6 |

| 10,8 |

| 12,5 |

| 12,1 |

| 8,7 |

| 4,5 |

| 0,5 |

| −3,2 |

| −4,5 |

| −3,5 |

| −0,2 |

| 3,3 |

| 7,6 |

| 10,8 |

| 12,5 |

| 12,1 |

| 8,7 |

| 4,5 |

| 0,5 |

| −3,2 |

## Geschichte
Der Ort Reichenau wurde vor allem in der österreichisch-ungarischen Monarchie als Nobelkurort bekannt. Die Geschichte von Reichenau ist auch eng mit dem Bau der Semmeringbahn verbunden. Seit der 1842 erfolgten Erschließung der Region durch den Bau der Südbahn entwickelte sich Reichenau zu einer Sommerfrische des Wiener Adels und Großbürgertums. Der mondäne Charakter des Ortes wurde 1870/72 durch die Errichtung der Villa Wartholz für Erzherzog Carl Ludwig besonders gefördert. Ein weiterer historistischer Schlossbau im Gemeindegebiet, das Schloss Rothschild oder Schloss Hinterleiten, wurde 1884 bis 1889 im Neo-Louis XIII-Stil für Nathaniel Meyer Freiherr von Rothschild erbaut, jedoch bald dem k.u.k. Kriegsministerium als Heim für invalide Subalternoffiziere gestiftet.
Arthur Schnitzler und Peter Altenberg weilten in Reichenau öfters zu Gast. Schnitzler, der der Wirtin des Thalhofs, Olga Waissnix besonders verbunden war, schrieb hier unter anderem im Sommer 1900 in nur sechs Tagen die Novelle Lieutenant Gustl.
Der Riegelhof im Ortsteil Prein an der Rax, Nr. 23, war über Jahrzehnte der Sommersitz der Familie Doderer; hier entstand eine Reihe von Texten des österreichischen Romanciers Heimito von Doderer (1896–1966) (z. B. aus Die Strudlhofstiege oder Melzer und die Tiefe der Jahre).
Der Aufschwung des Alpinismus spiegelte sich in der Erschließung des nahe gelegenen Raxmassives. Kaiser Franz Joseph I. und seine Frau verbrachten hier einige Sommer mit ihrer Familie. Kronprinz Rudolf gab der gleichnamigen Kaltwasserheilanstalt und der Rudolfsvilla ihre Namen.
Am 26. Juli 1944 wurde über dem Ortsteil Prein an der Rax eine amerikanische Boeing B-17 der USAAF, 301st Bombardment Group, abgeschossen. Das Flugzeug explodierte noch in der Luft, wobei drei von zehn Besatzungsmitgliedern ums Leben kamen.
Im April 1945 war das Umland von Reichenau Schauplatz heftiger Kämpfe zwischen der späteren deutschen 9. Gebirgs-Division (Ost) und der Roten Armee, welche über den Semmering-Pass in die Steiermark vorzudringen versuchte.
Seit 1988 geben die Festspiele Reichenau dem Kurort neue kulturelle und touristische Impulse.

### Wirtschaftsgeschichte
Reichenau liegt an der Grauwackenzone. Bereits etwa 1000 v. Chr. wurde in der Gegend Erz abgebaut. Im Gemeindegebiet bestehen Reste mehrerer kleiner Bergwerke, in denen vom 16. bis ins 19. Jahrhundert Eisenerz, Kupfer und andere Erze gefördert wurden.
Nach urzeitlichem Kupferbergbau und frühmittelalterlicher Eisenerzgewinnung wurde in Hirschwang 1750 das erste Hammerwerk errichtet.
Ende des 18. Jahrhunderts gab es einen allgemeinen Brennholzmangel. Holz wurde im Raxgebiet gefällt und über die Schwarza oder Holzrutschen, von denen es eine heute noch zu besichtigen gibt, abtransportiert. 1783 erfolgte durch den „Raxkönig“ Georg Hubmer die erste Holztrift auf der Schwarza nach Hirschwang.
1842 fand die Eröffnung der Südbahnstrecke statt, Reichenau wurde damit ein Reiseziel.
Bereits 1845 wurde in Hirschwang eine Gussstahlhütte errichtet, ab 1888 wird diese jedoch seitens des Betreibers, der Wiener Fa. Schoeller abgesiedelt. Das Hirschwanger Werk wird 1893 zu einer Kartonfabrik, die sich zu einer bedeutenden Kartonfabrik in der Monarchie entwickelt. 1920 wird die Fabrik verkauft, ab 1974 gehört sie zu Mayr-Melnhof Karton (MMK; Hauptstandort: Frohnleiten). MMK kündigte am 8. September 2020 an, die Kartonproduktion (etwa 150 Mitarbeiter) im 4. Quartal 2020 zu schließen, die Faltschachtelherstellung im selben Werk jedoch weiterzuführen.
In der Nähe Reichenaus liegt Kaiserbrunn. Von dort stammt ein Teil des Wiener Wassers. Die I. Wiener Hochquellenwasserleitung wurde von 1869 bis 1873 erbaut.
1918 ließ die damals noch der Familie Schoeller gehörende Kartonfabrik eine schmalspurige elektrische Anschlussbahn errichten, die Höllentalbahn (offiziell Lokalbahn Payerbach-Hirschwang). 1926 wird der Personenverkehr mit Anschluss zur Raxseilbahn aufgenommen. Das Akkumulatorenwerk der AFA in Hirschwang, in dem „Tudor- & Edison-Akkumulatoren“ erzeugt wurden, wurde 1924 nach Liesing in den Süden Wiens verlegt. Ein Teil der ehemaligen Fabrik dient als Wagenhalle der heutigen Höllentalbahn-Museumsbahn.

### Waldbrand Hirschwang Höllental 2021

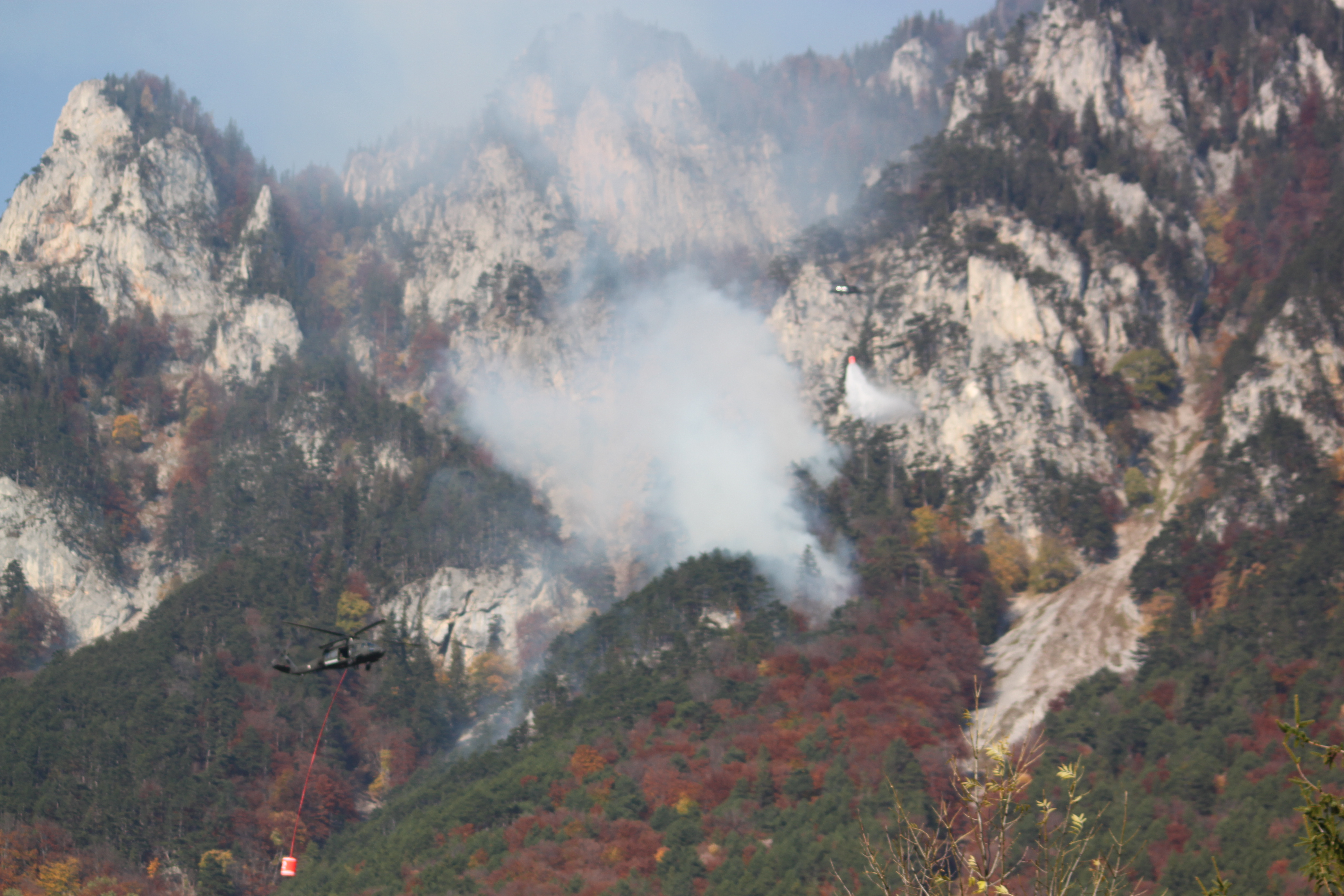
Waldbrand Höllental 2021 Gemeinde Hirschwang an der Rax

Ein am 25. Oktober 2021 ausgebrochener Waldbrand weitete sich innerhalb weniger Stunden auf eine Fläche von 115 Hektar aus; einsatztechnisch war es der größte in Österreich. Nach 13 Einsatztagen konnte vorläufig „Brand aus“ gegeben worden. Es waren fast 9.000 Helfer, darunter mehr als 7.750 Feuerwehrleute mit 1.355 Fahrzeugen und 16 Fluggeräten aus dem In- und Ausland im Einsatz. Im Dezember 2021 wird mit dem Schneiden von angebrannten Stämmen um der Asche Halt zu geben, Anpflanzungen und der Schneesaat von Birke mit der Wiederaufforstung begonnen. Der Brand war gefährlich nahe zum Quellgebiet der Wiener Wasserversorgung. Der Wald ist im Besitz der Stadt Wien.
Mit Stand 9. Februar 2022 ermittelt die Staatsanwaltschaft Wiener Neustadt weiterhin wegen des Verdachts der fahrlässigen Herbeiführung einer Feuersbrunst. Nur wenn ein Vorsatzdelikt (z. B. Brandstiftung) vermutet würde, wäre die Auswertung von Handyortungsdaten rechtens. Unmut darüber äußerte die Bezirkshauptfrau von Neunkirchen, Alexandra Grabner-Fritz, die in Abstimmung mit Einsatzorganisationen und Grundeignern an einem Konzept der Brandfrüherkennung und -vermeidung arbeitet. Ebenso äußerte sich der für Katastrophenschutz zuständige Landeshauptfrau-Stellvertreter Stephan Pernkopf (ÖVP) bereits kurz nach dem Brand.

### Bevölkerungsentwicklung
| Reichenau an der Rax: Einwohnerzahlen von 1869 bis 2025 | Reichenau an der Rax: Einwohnerzahlen von 1869 bis 2025 | Reichenau an der Rax: Einwohnerzahlen von 1869 bis 2025 | Reichenau an der Rax: Einwohnerzahlen von 1869 bis 2025 | Reichenau an der Rax: Einwohnerzahlen von 1869 bis 2025 |
| ------------------------------------------------------- | ------------------------------------------------------- | ------------------------------------------------------- | ------------------------------------------------------- | ------------------------------------------------------- |
| Jahr                                                    |                                                         |                                                         |                                                         | Einwohner                                               |
| 1869                                                    | 1869                                                    |                                                         | 3.419                                                   | 3.419                                                   |
| 1880                                                    | 1880                                                    |                                                         | 4.366                                                   | 4.366                                                   |
| 1890                                                    | 1890                                                    |                                                         | 4.614                                                   | 4.614                                                   |
| 1900                                                    | 1900                                                    |                                                         | 4.351                                                   | 4.351                                                   |
| 1910                                                    | 1910                                                    |                                                         | 5.131                                                   | 5.131                                                   |
| 1923                                                    | 1923                                                    |                                                         | 5.065                                                   | 5.065                                                   |
| 1934                                                    | 1934                                                    |                                                         | 4.716                                                   | 4.716                                                   |
| 1939                                                    | 1939                                                    |                                                         | 4.332                                                   | 4.332                                                   |
| 1951                                                    | 1951                                                    |                                                         | 4.751                                                   | 4.751                                                   |
| 1961                                                    | 1961                                                    |                                                         | 4.441                                                   | 4.441                                                   |
| 1971                                                    | 1971                                                    |                                                         | 4.074                                                   | 4.074                                                   |
| 1981                                                    | 1981                                                    |                                                         | 3.577                                                   | 3.577                                                   |
| 1991                                                    | 1991                                                    |                                                         | 3.481                                                   | 3.481                                                   |
| 2001                                                    | 2001                                                    |                                                         | 2.914                                                   | 2.914                                                   |
| 2011                                                    | 2011                                                    |                                                         | 2.695                                                   | 2.695                                                   |
| 2021                                                    | 2021                                                    |                                                         | 2.554                                                   | 2.554                                                   |
| 2025                                                    | 2025                                                    |                                                         | 2.473                                                   | 2.473                                                   |
| Quelle(n): Statistik Austria, Gebietsstand 1.1.2021     |                                                         |                                                         |                                                         |                                                         |

Mit 7. Februar 2017 hatte die Marktgemeinde Reichenau an der Rax 2.567 Einwohner mit Hauptwohnsitz und weitere 1.700 mit Nebenwohnsitz.

### Religion
Nach den Daten der Volkszählung 2001 waren 72,5 % der Einwohner römisch-katholisch, 8,8 % evangelisch, 5,8 % Muslime, 1,0 % gehörten orthodoxen Kirchen an, 10,3 % der Bevölkerung hatten kein religiöses Bekenntnis. Die römisch-katholischen Pfarren Reichenau, Payerbach, Hirschwang, Edlach und Prein sind im Pfarrverband Raxgebiet zusammengeschlossen. Zu den katholischen Kirchengebäuden zählt die Pfarrkirche Edlach an der Rax.
Beim Hotel Knappenhof wurde eine neue Kapelle gebaut, die seit 13. März 2024 auf das Patrozinium „Hl. Hildegard von Bingen“ geweiht ist und auch einen Taufbrunnen hat. Diese Kapelle liegt im Pfarrgebiet der Pfarre Edlach an der Rax, nicht im Pfarrgebiet der Pfarre Reichenau an der Rax.

## Kultur und Sehenswürdigkeiten
- Schloss Reichenau
- Katholische Pfarrkirche Edlach an der Rax Heiliger Geist
- Katholische Pfarrkirche Reichenau an der Rax hl. Barbara
- Katholische Pfarrkirche Prein an der Rax Fest Pauli Bekehrung
- Kurtheater Reichenau
- Villa Wartholz
- Schloss Rothschild
- Kurhaus Thalhof
- Rudolfsvilla
- Musikpavillon im Kurpark
- Heimito-von-Doderer-Denkmal des Bildhauers Kurt Ingerl (1935–1999) an der Straßengabelung Grießleiten-Preiner Gscheid
- Museumseisenbahn Payerbach-Hirschwang (Höllentalbahn) (ehemals Anschlussbahn der Kartonfabrik Hirschwang). Sie verkehrt an Sonntagen im Sommer.
- Wasserleitungsmuseum Kaiserbrunn (Wr. Hochquellleitung)
- Nepomukkapelle: Die barocke Kapelle des Brückenheiligen Johannes von Nepomuk, deren Gitter eine besonders schöne Schmiedearbeit darstellt, stammt aus der Zeit vor 1734, denn in diesem Jahr wird sie bereits in einem Grundbuch der Herrschaft Reichenau erwähnt.[26] Die wahrscheinlich in Birnenholz geschnitzte Figur des Heiligen Nepomuk stammt von einem nicht bekannten Künstler. Sie wurde zuletzt im Frühling 2011 von dem in Reichenau wohnhaften Kunstmaler Mino Sudik restauriert.

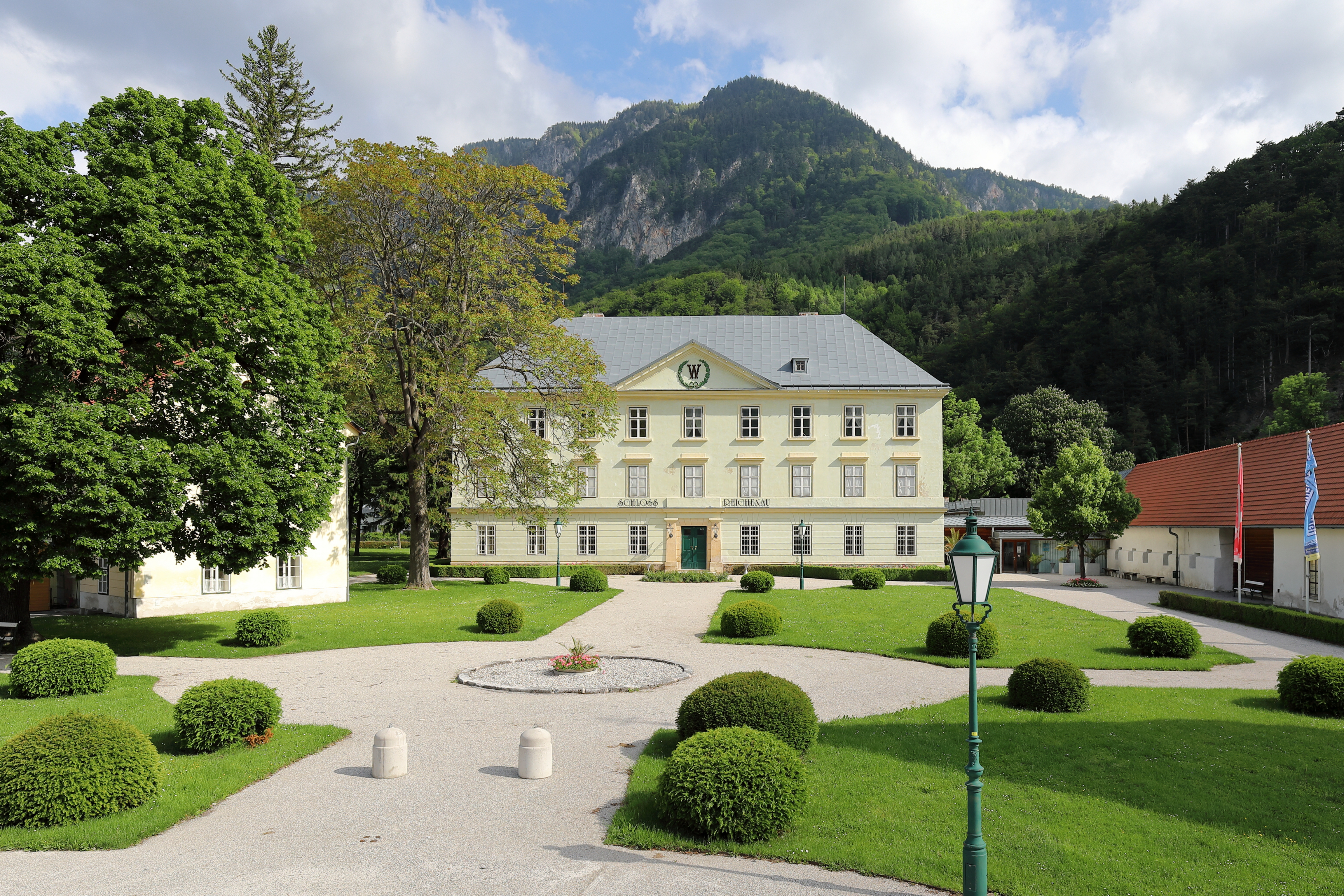
Schloss Reichenau
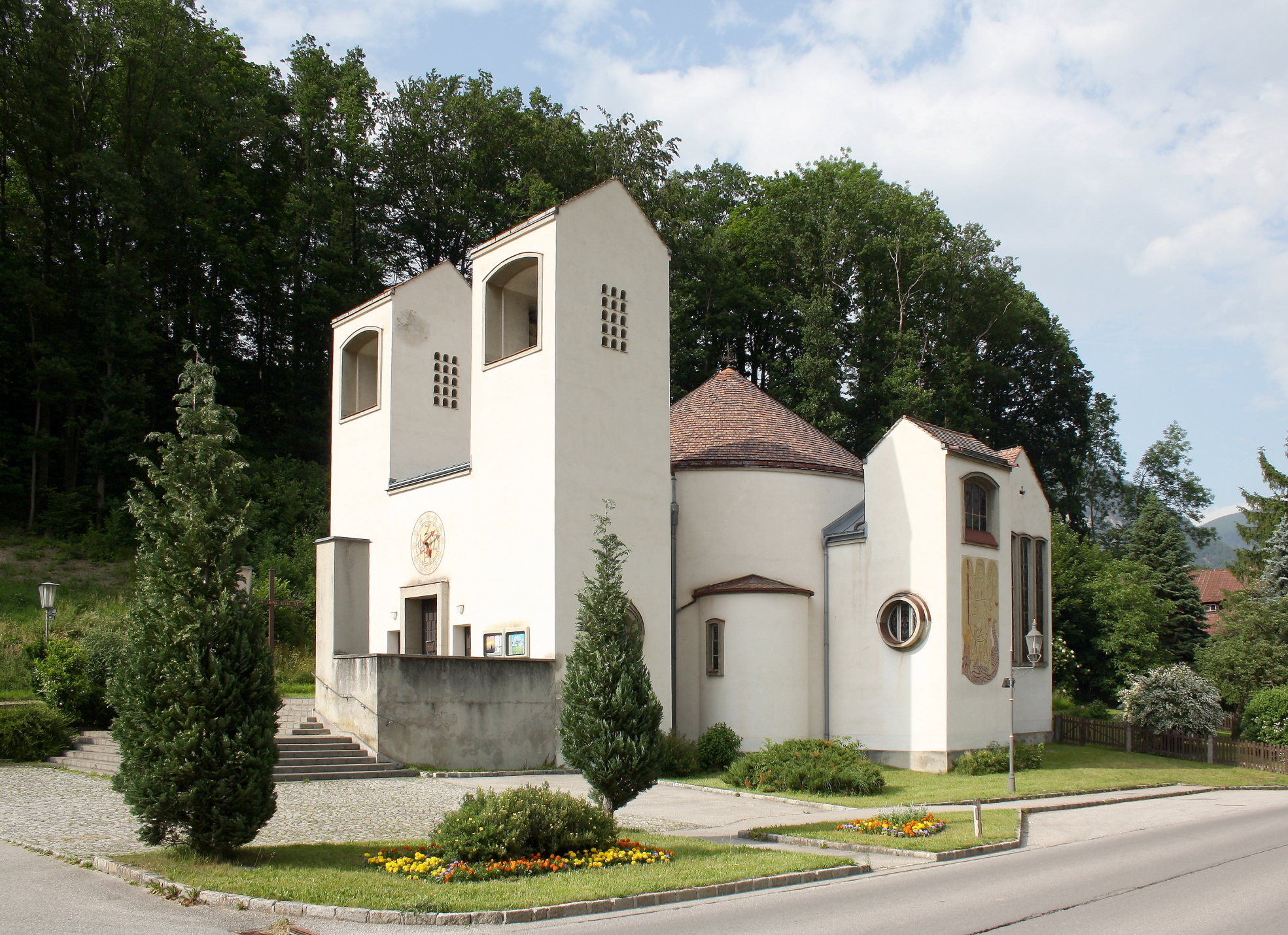
Pfarrkirche Edlach an der Rax
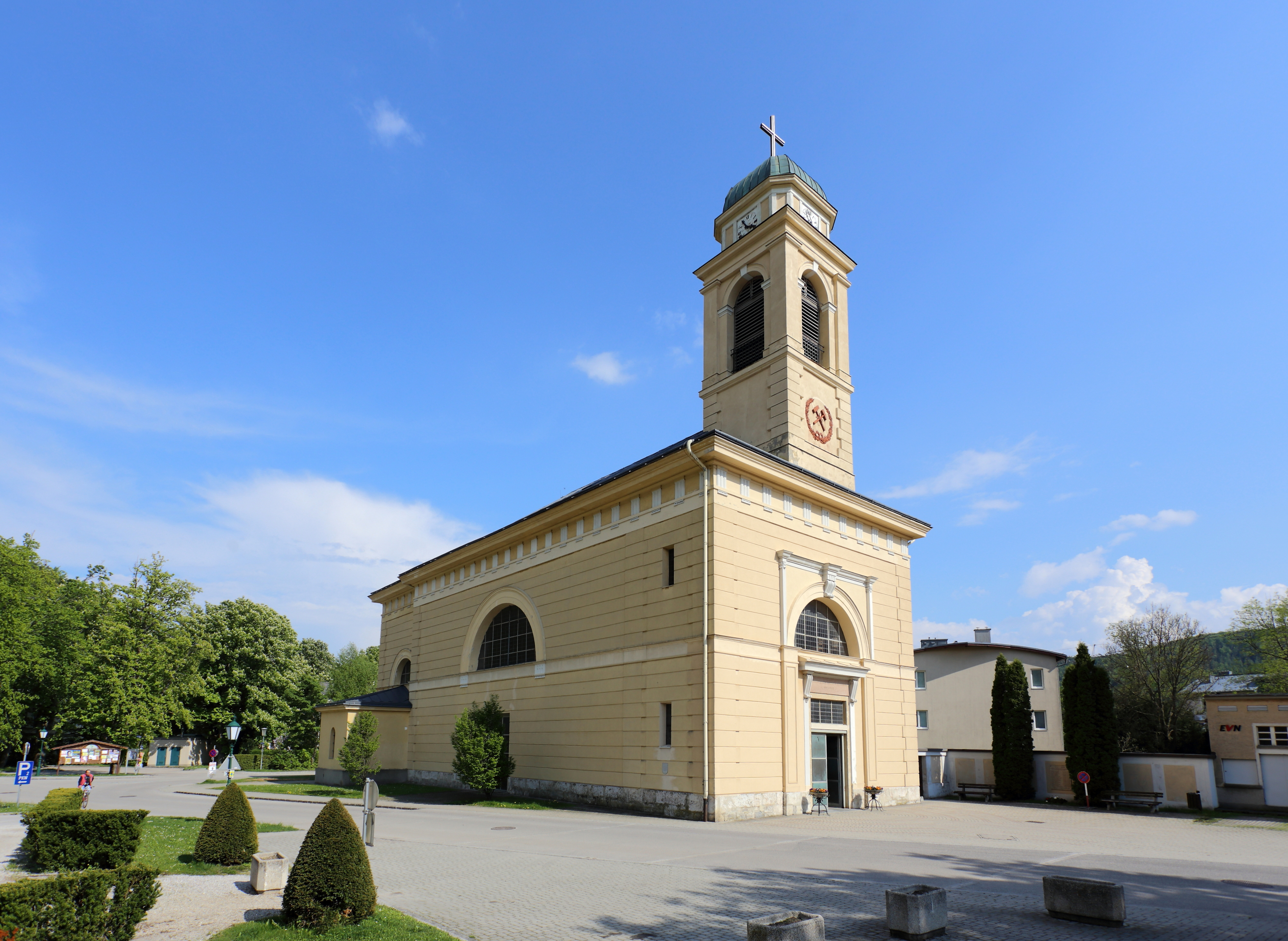
Pfarrkirche Reichenau an der Rax
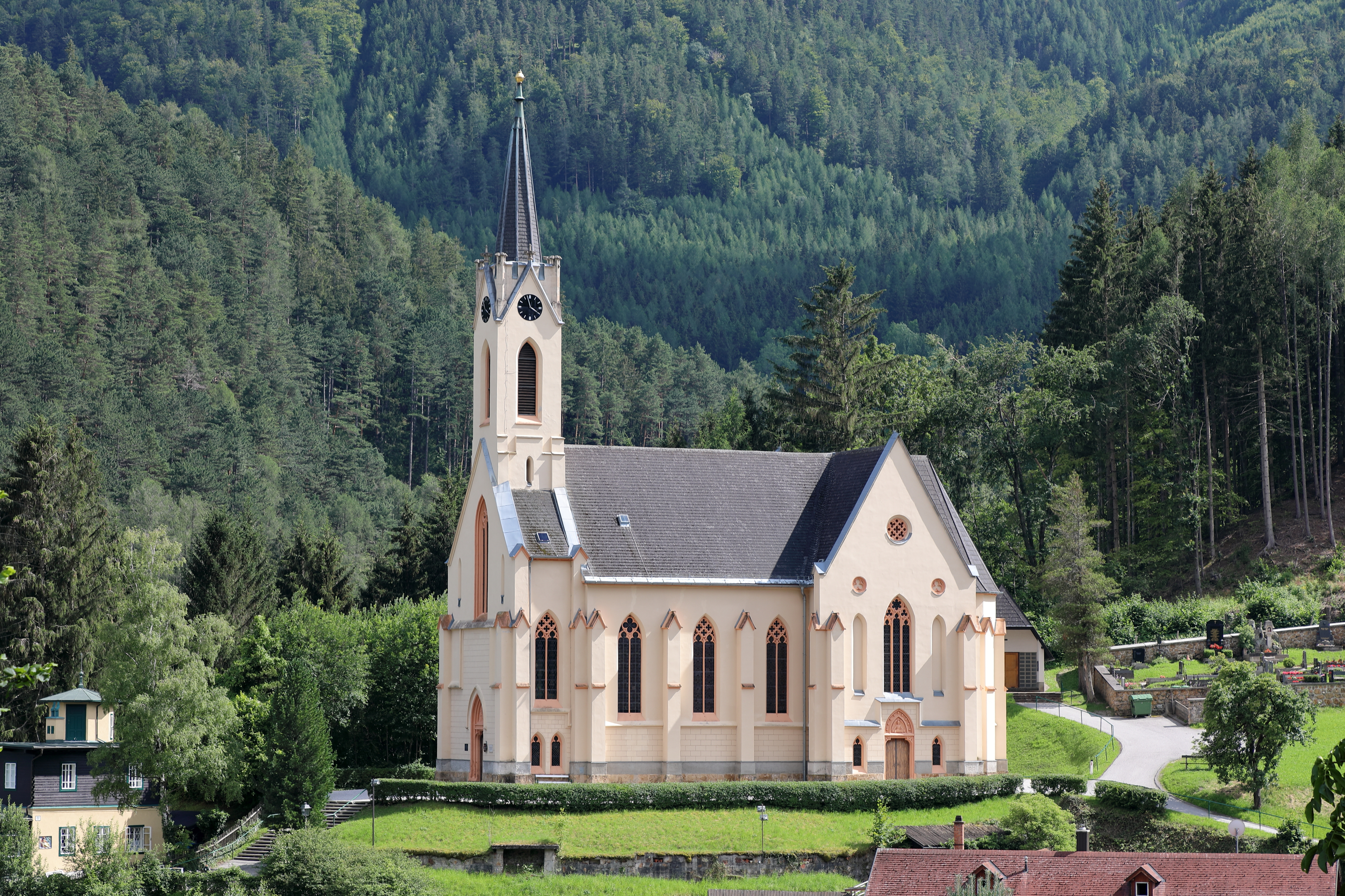
Pfarrkirche Prein an der Rax
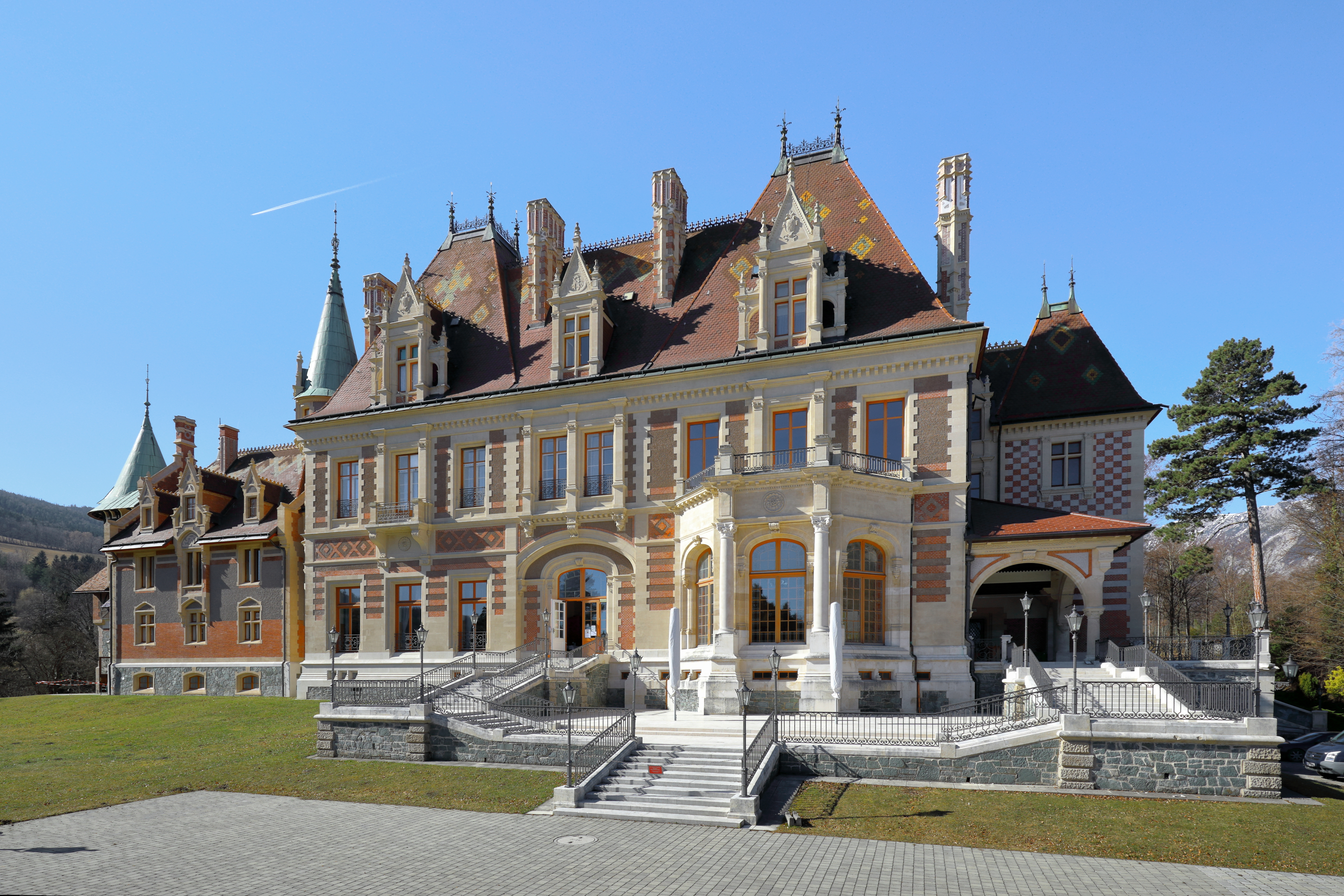
Schloss Rothschild
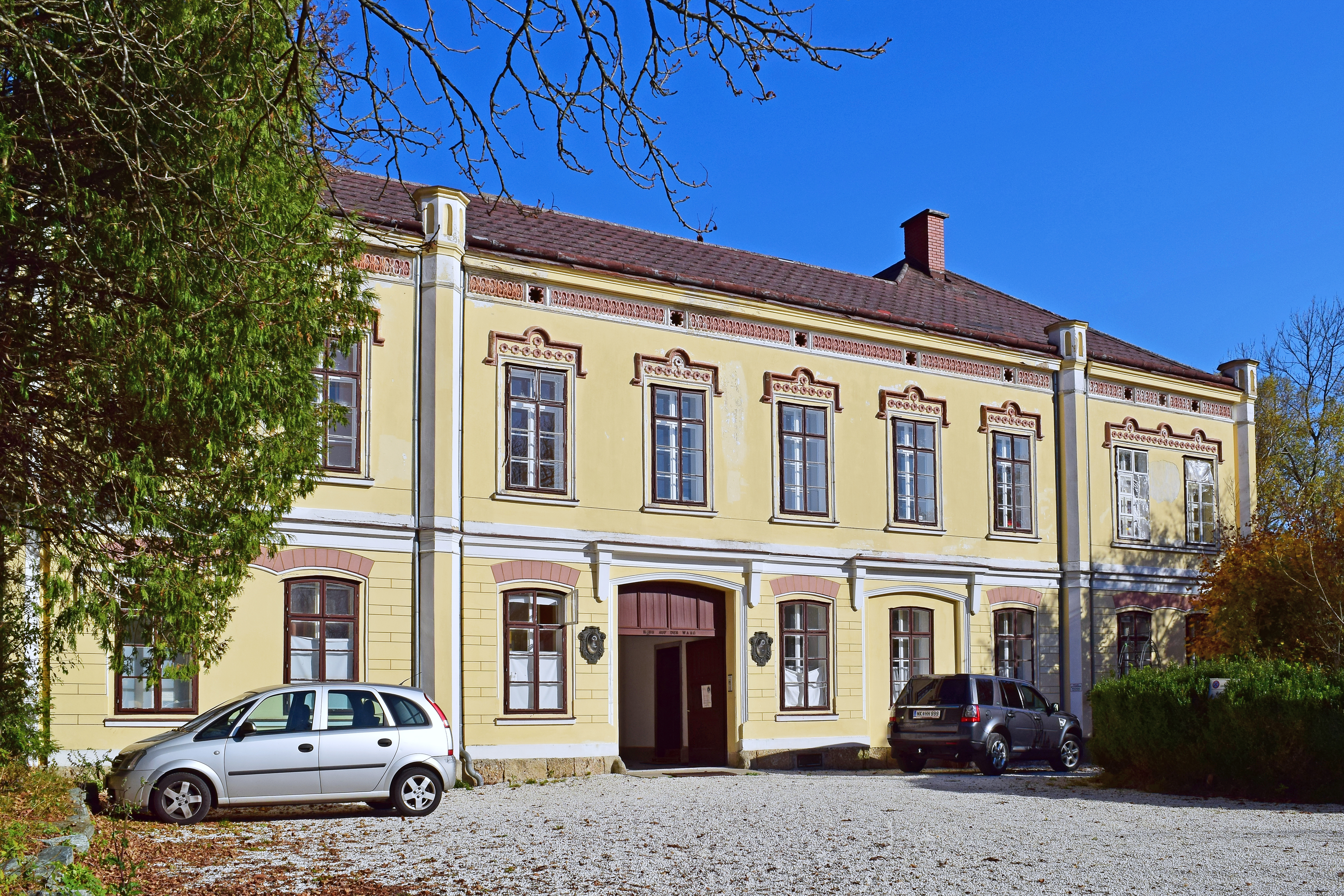
Die Rudolfsvilla
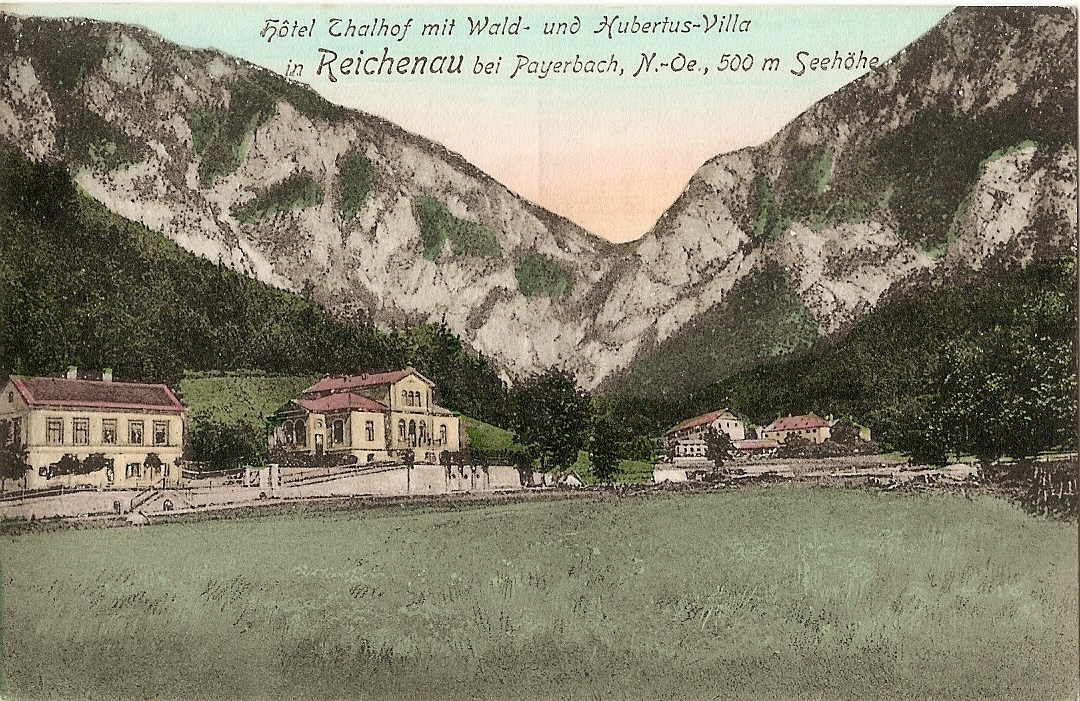
Thalhofstraße mit Hotel Thalhof (rechts) und zwei Dependancen 1912
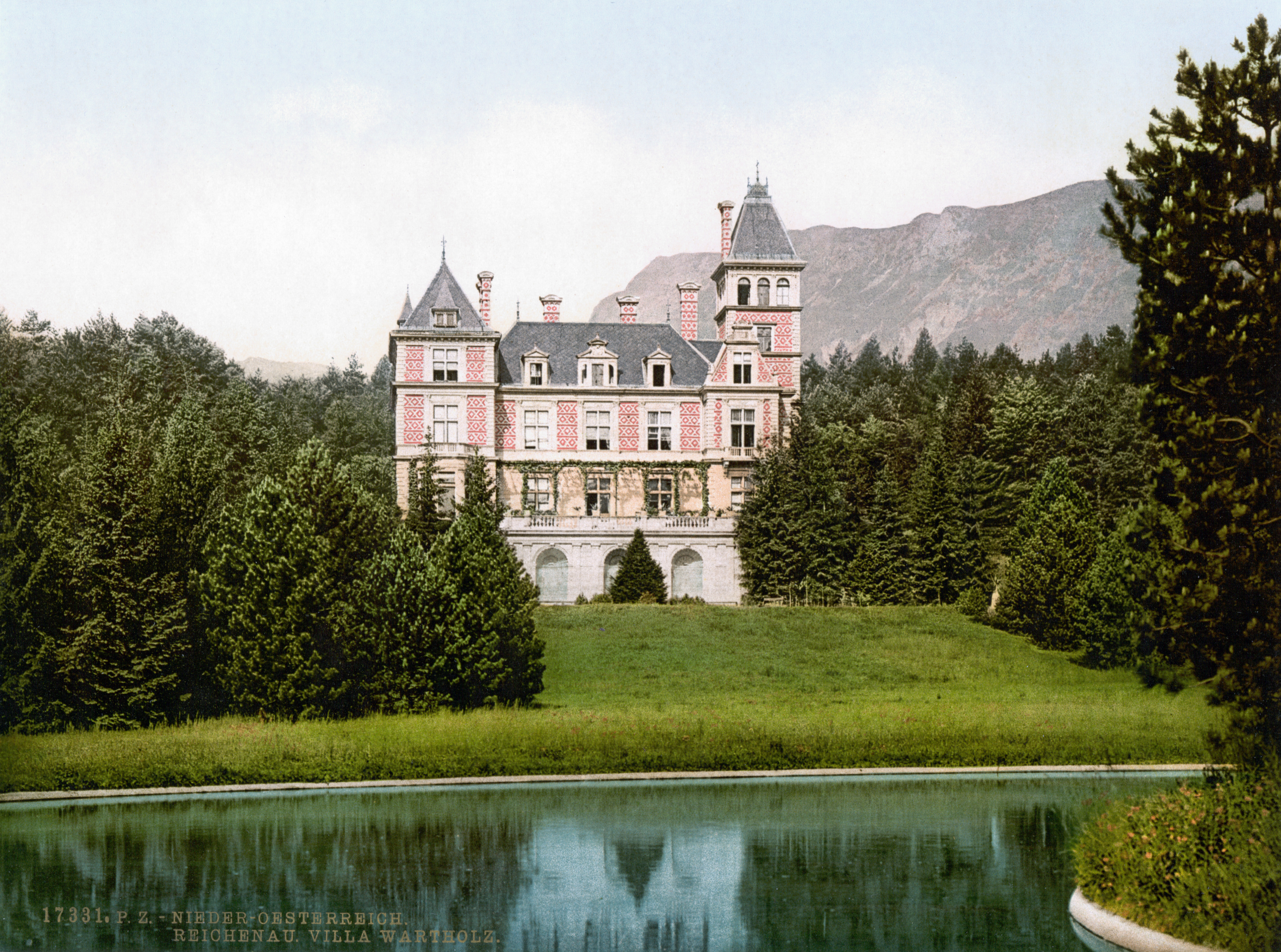
Villa Wartholz um 1900
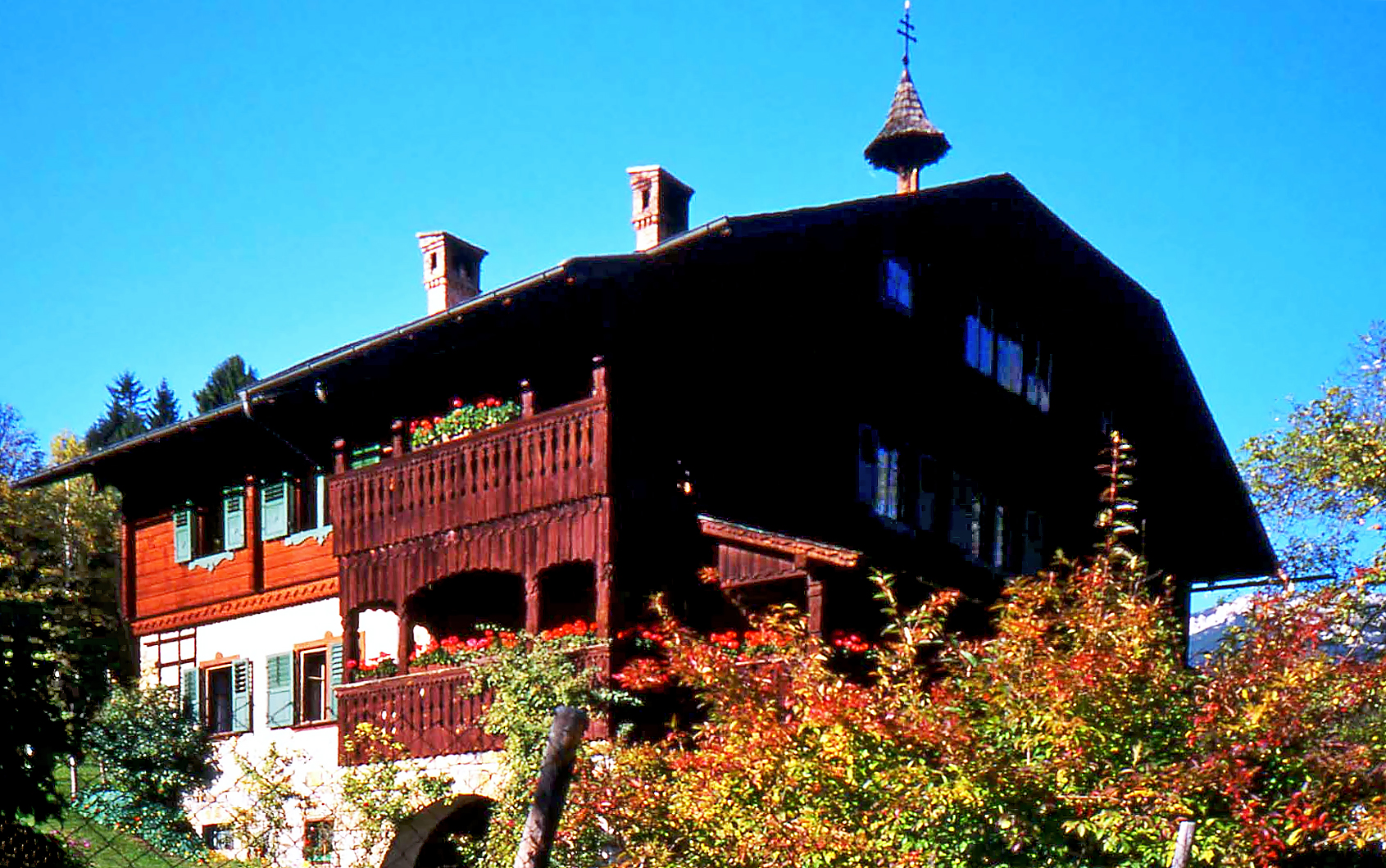
Riegelhof in Prein an der Rax Nr. 23
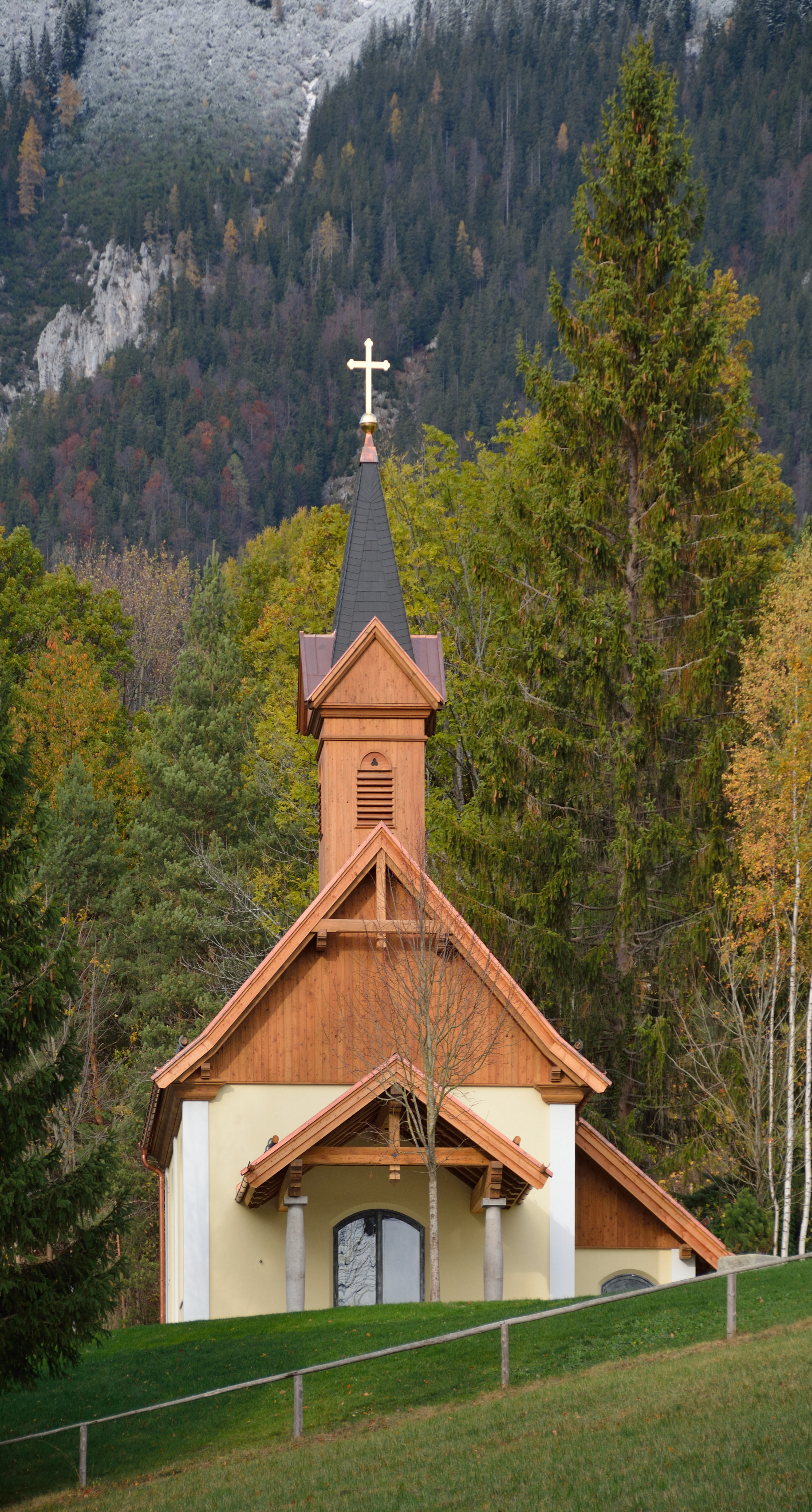
Die Kapelle beim Knappenhof

### Schloss Reichenau
Das Schloss wurde um 1190 errichtet.
Im Jahr 2003 war die niederösterreichische Landesausstellung zum Thema „Theaterwelt, Welttheater“ im Schloss Reichenau eingerichtet. 2004 thematisierte eine Sonderausstellung die „Faszination Semmeringbahn“.
Das revitalisierte Schloss Reichenau beheimatet alljährlich immer wieder interessante Ausstellungen zu den verschiedensten Themen:
- 2006 zeigte die Gemeinde Reichenau aus Anlass des 150. Geburtstags von Sigmund Freud die Ausstellung „TraumGESICHTE – Freud – Kubin – Schnitzler“. Diese Schau bot eine interessante Auseinandersetzung mit dem Thema Traum in Wissenschaft, bildender wie darstellender Kunst.[29]
- 2007 fand die Ausstellung „150 Jahre Südbahn – Wien–Triest – Mit Volldampf in den Süden“ statt.[30]
- 2008 lautete der Schwerpunkt „Jagen und Sammeln“.[31]
- 2009 bestand die Schau „A/D RAX“ aus den Sonderausstellungen „Künstler“ sowie „Alpin“.
- 2010 werden zwei Sonderausstellungen präsentiert: „200 Jahre Malerei von Brauer bis Defregger“ sowie „Seelenblicke: Erik Srodiks Reichenau am Meer“.

### Rudolfsvilla
Die ehemalige „Kaiservilla“ befindet sich in der Thalhofstrasse oberhalb des Ortes und wurde 1857 von Ringstrassenarchitekten Anton Hefft als Sommersitz für Kaiser Franz Josef und seine Familie erbaut. Sie nutzten das Gebäude bis 1865 als Sommerdomizil. Zeitweise praktizierte hier der Kurarzt der benachbarten kaiserlichen Kaltwasserheilanstalt Rudolfsbad. Nach dem Tod von Kronprinz Rudolf im Jahre 1889 wurde das Anwesen in „Rudolfsvilla“ umbenannt. Den Zweiten Weltkrieg überdauerte diese Villa und ihre Einrichtungen fast unbeschadet. Heute ist das „Sissi-Schloss“ in Privatbesitz.

### Veranstaltungen
Die Festspiele Reichenau sind der kulturelle Höhepunkt des Sommers in Reichenau. Gegründet 1988 von Peter und Renate Loidolt haben sie sich im Verlauf der Jahre zu überregionaler Bedeutung und einer der führenden Adressen im österreichischen Festspielkalender entwickelt. Sie finden zwischen Anfang Juli und Anfang August jeden Jahres statt. Bei täglichem Spielbetrieb werden rund 120 Vorstellungen gezeigt. Rund 41.000 Besucher aus dem In- und Ausland reisen jährlich zu diesen begehrten Aufführungen an.
Der Literaturwettbewerb Wartholz besteht seit dem Jahr 2008. Jedes Jahr wird der international ausgeschriebene Wettbewerb im Februar abgehalten. Auch die Villa Wartholz wird, jährlich im August für „Artist in residence“ geöffnet. Der LiteraturSalon knüpft an das künstlerische Leben historischer Zeiten an und bietet das ganze Jahr über Veranstaltungen.
Jeden Sommer wird hier in Zusammenarbeit mit der Universität für Musik und darstellende Kunst Wien und den Universitäten Prag und Budapest die Internationale Sommerakademie veranstaltet.

### Ortsbildgestaltung
Im Rahmen des europäischen Wettbewerbes Entente Florale Europe wurde Reichenau 2010 mit einer Silbermedaille in der Kategorie Dorf ausgezeichnet.

## Wirtschaft und Infrastruktur

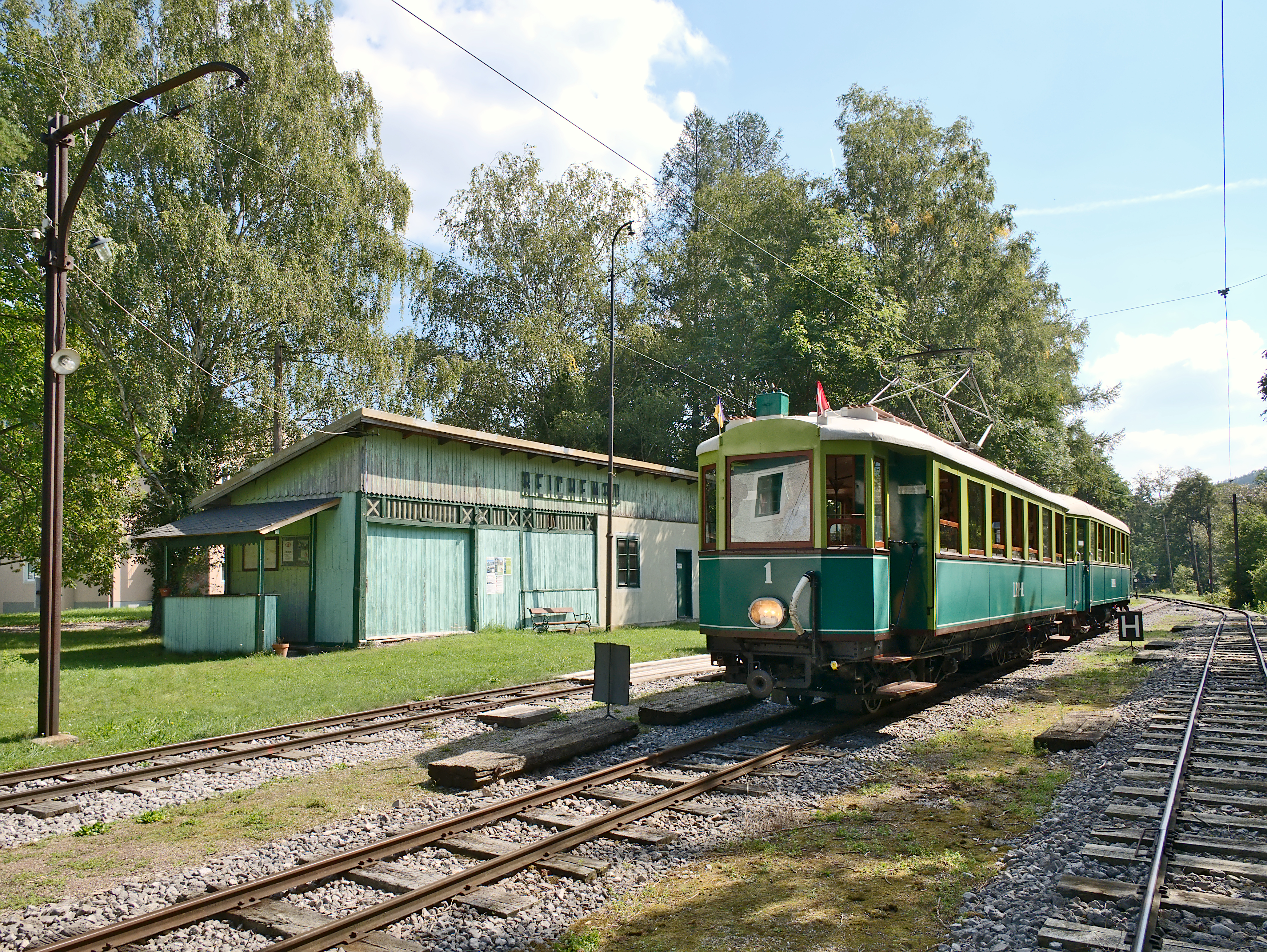
Triebwagen 1 der Museumseisenbahn im Bahnhof Reichenau an der Rax

Reichenau ist heute ein beliebter Luftkur- und Fremdenverkehrsort mit etwa 130.000 Übernachtungen pro Jahr.
Die Stadt Wien betrieb bis Ende 2016 in Hirschwang ein eigenes Sägewerk.

## Freizeit
Reichenau ist Ausgangspunkt vieler Wanderwege und Klettersteige auf die Rax, den Gahns und den Kreuzberg. Von 2008 bis 2018 war Reichenau eines von zwei Bergsteigerdörfern in Niederösterreich.

## Öffentliche Einrichtungen
In der Gemeinde befinden sich zwei Kindergärten.

## Politik
Der Gemeinderat hat 21 Mitglieder.

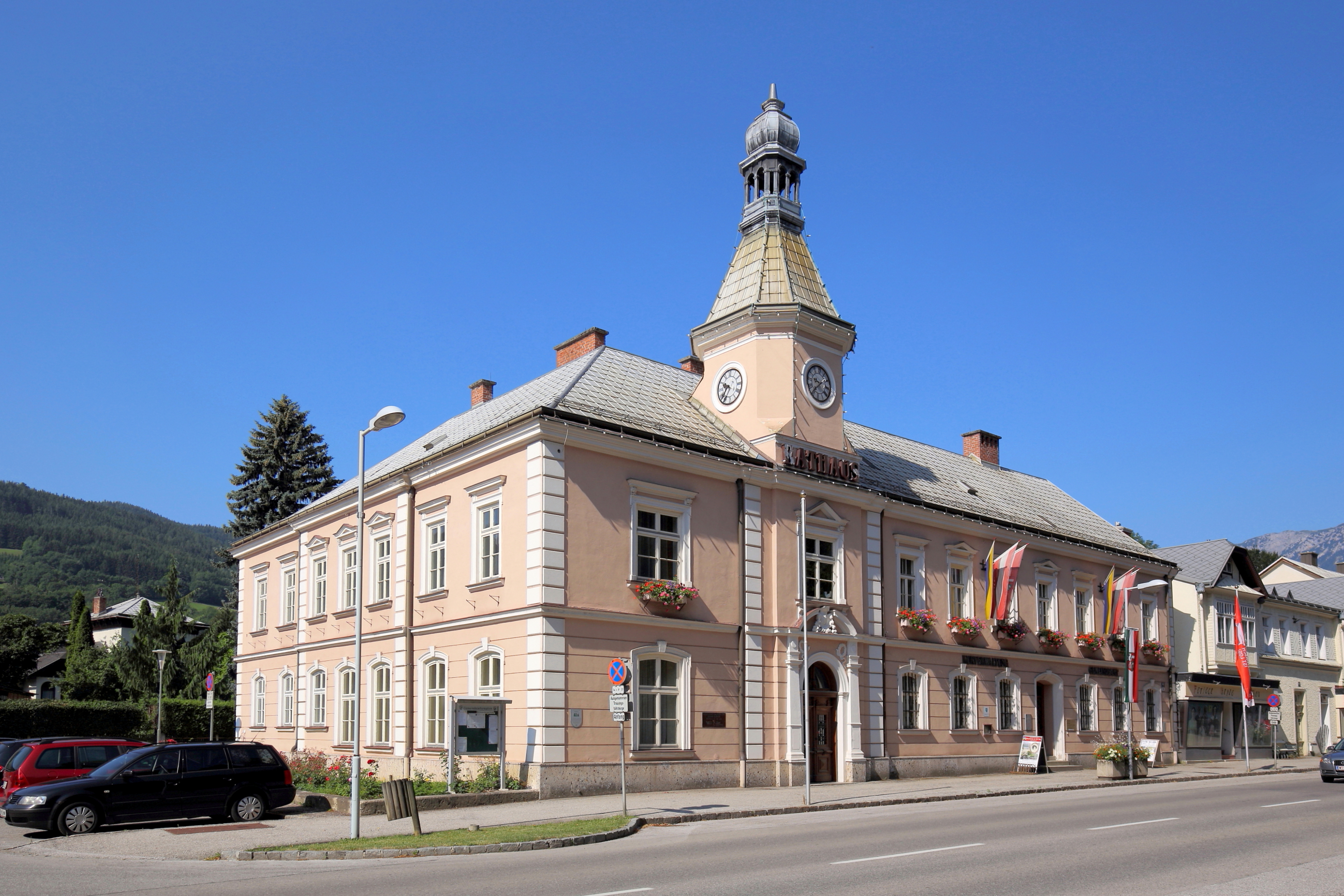
Rathaus von Reichenau an der Rax

Nach den Gemeinderatswahlen hatte der Gemeinderat folgende Verteilungen:
- 1990: 16 ÖVP und 7 SPÖ.
- 1995: 14 ÖVP, 6 SPÖ, 2 Wahlplattform für Reichenau Liste Erlach und 1 FPÖ.[35]
- 2000: 14 ÖVP, 7 SPÖ und 2 FPÖ[36] (23 Mitglieder)
- 2005: 12 ÖVP, 8 SPÖ und 1 FPÖ.[37]
- 2010: 14 ÖVP, 4 SPÖ, 2 Menschen in Reichenau MIR und 1 FPÖ.[38]
- 2015: 11 ÖVP, 6 SPÖ, 2 Menschen in Reichenau MIR, 1 FPÖ und 1 Grüne.[39]
- 2020: 15 ÖVP, 4 SPÖ, 1 FPÖ und 1 Grüne.[40]
- 2025: 11 ÖVP, 5 FPÖ, 4 SPÖ und 1 Grüne.[41]

## Bürgermeister
- 1996–2017 Johann Ledolter (ÖVP)[42]
- seit 2017 Johann Döller (ÖVP)[43]

## Persönlichkeiten

### Ehrenbürger
- 2018: Johann Ledolter (* 1950), Politiker der ÖVP, Bürgermeister von Reichenau an der Rax 1995–2017, Mitglied des Bundesrates 1999–2003, Abgeordneter zum Nationalrat 2003–2006[44]
- Erwin Pröll (* 1946), Landeshauptmann von Niederösterreich 1992–2017

### Söhne und Töchter der Gemeinde
- Leopold († 1347), Zisterzienser und Abt des Stiftes Heiligenkreuz
- Hans Lanner (1873–1964), Zitherspieler, Lehrer und Komponist
- Otto Gröger (1876–1953), Titularprofessor an der Universität Zürich sowie Chefredaktor des Schweizerischen Idiotikons
- Maria Annunziata von Österreich (1876–1961), Erzherzogin von Österreich
- Elisabeth Amalie von Österreich (1878–1960),  Prinzessin von und zu Liechtenstein,  geborene Erzherzogin von Österreich
- Erni Kniepert (1911–1990), Kostümbildnerin
- Otto von Habsburg (1912–2011), Kronprinz von Österreich-Ungarn 1916–1918, Oberhaupt der Familien Habsburg-Lothringen 1930–2007, Politiker der CSU
- Olga Waissnix (1918–1945), Unternehmerin und Widerstandskämpferin
- Johann Ledolter (* 1950), Hotelier und Politiker
- Harald Steyrer (* 1953), Naturbahnrodler und Rennrodelfunktionär

### Mit der Gemeinde verbundene Persönlichkeiten
- Toni Böhm (1949–2006), Volksschauspieler, verstorben in Reichenau
- Heimito von Doderer (1896–1966) lebte und arbeitete häufig im Sommersitz seiner Familie im Riegelhof in Prein
- Ernst Fischer (1891–1978), Kaufmann, Politiker der CS, Mitglied des Bundesrates 1933–1934, Mitglied des Bundestages 1936–1938, verstorben in Reichenau
- Friedrich von Flotow (1812–1883), verlegte 1868 seinen ständigen Wohnsitz auf ein Gut in Reichenau[45]
- Albert Geßmann (1852–1920), Bibliothekar, Politiker der CS, verstorben in Prein
- Julius Herz (1825–1910), Eisenbahningenieur, verstorben in Reichenau
- Theodor Herzl (1860–1904), heiratete 1889 in Reichenau und wohnte bis zu seinem Tod wiederholt in Edlach
- Josef Graf Hoyos-Sprinzenstein (1839–1899), k.k. Kämmerer, Jagdfreund von Kronprinz Rudolf, verstarb im Hotel Edlacherhof, Edlach an der Rax[46]
- Camillo Kronich (1876–1958), Gastronom, genannt „Raxkönig“, verstorben in Reichenau
- Peter Loidolt (1945–2024), Festspielleiter, Intendant der Festspiele Reichenau von 1988 bis 2021
- Karl von Meißner (1809–1868), Eisenbahnpionier, Professor der Bauwissenschaften, verstorben in Reichenau
- Richard Mohaupt (1904–1957), Komponist und Kapellmeister, verstorben in Reichenau
- Franz Schalk (1863–1931), Dirigent, Direktor der Wiener Staatsoper, verstorben in Edlach
- Guido von Sommaruga (1842–1895), Dr. jur., Ehrenhauptmann der FF Reichenau, Mitglied des NÖ Landtags, Mitgründer des Ausschusses des Österr. Alpenvereins, Abgeordneter zum NÖ Landtag
- Franz von Stejskal (1829–1898), Polizeipräsident in Wien 1892–1897, verstorben in Reichenau
- Ernst Strachwitz (1919–1998), Politiker (ÖVP, VdU), Abgeordneter zum Nationalrat 1949–1953, Publizist, lebte von 1962 bis zu seinem Tod in Prein
- Heinrich Teweles (1856–1927), Bühnendichter, Sachbuchautor, Essayist, Theaterkritiker, Theaterleiter und Chefredakteur, verstorben in Reichenau